# Michael Azar

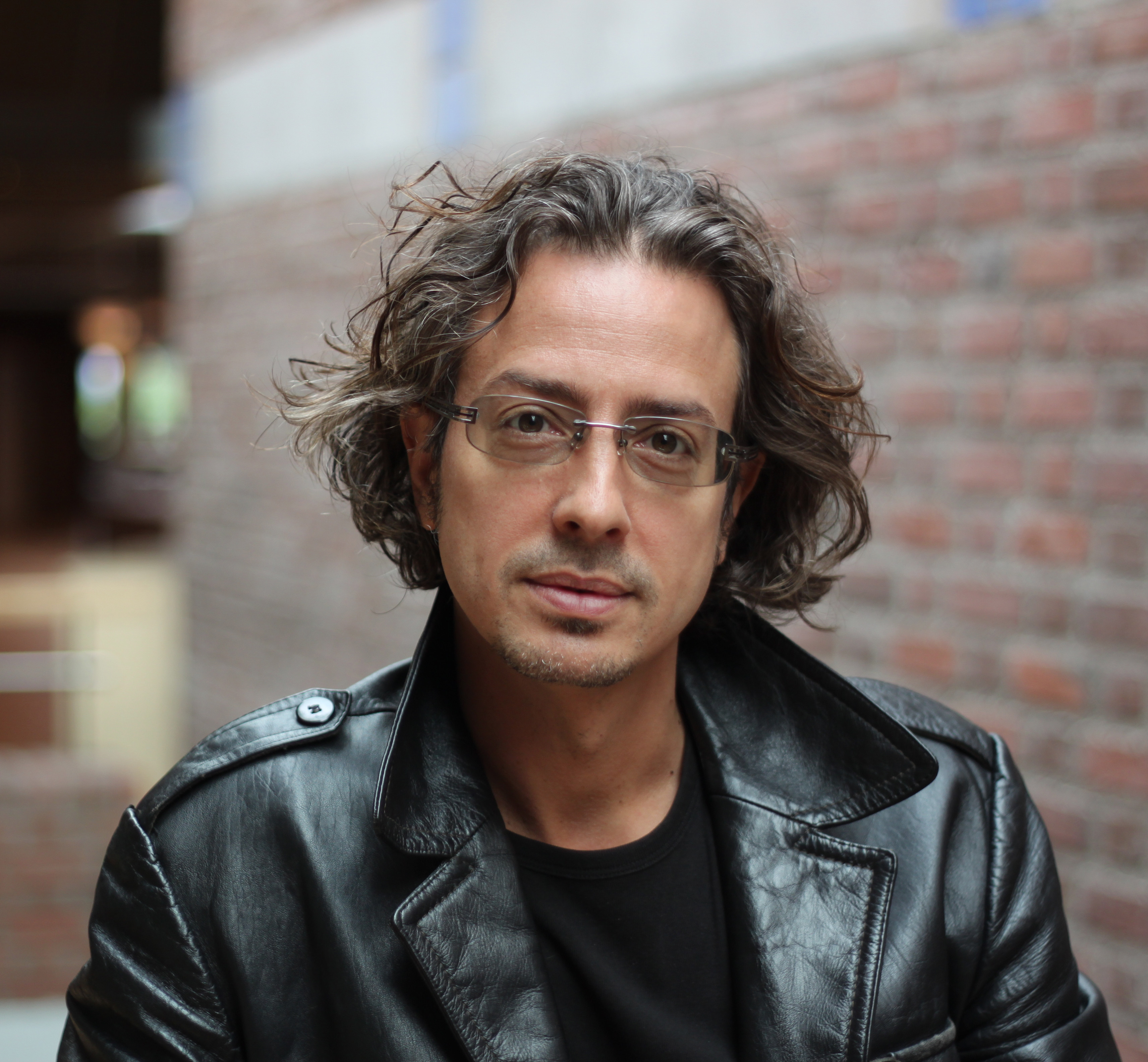
Michael Azar 2013.

Nicolas Michael Azar, född 1970 i Örebro, är en svensk författare och professor i idé- och lärdomshistoria vid Göteborgs universitet.
Azar disputerade år 2000 i Göteborg på avhandlingen Frihet, jämlikhet, brodermord – om debatterna i Frankrike under Algerietkriget (1954-1962). Den behandlade framför allt Albert Camus och Frantz Fanons verk. Hans senaste verk på svenska heter Den ädla döden - Blodets politik och martyrens minne (Leopard förlag, 2013) och Amerikas födelse. Korset, svärdet och guldet i Nya världen (Leopard förlag). År 2014 utkom även en introduktion på franska till Frantz Fanon på förlaget Maxmilo (Paris).
1993 var han med och skapade kulturtidskriften Glänta. Han är också en av grundarna och frontfigurerna bakom Clandestino Institut, tillsammans med Aleksander Motturi, Edda Manga och Mattias Gardell. Under åren 2000-2010 pendlade han huvudsakligen mellan Göteborg, Paris, Havanna och Beirut; om den sistnämnda stadens historia skrev Azar den uppmärksammade boken Döden i Beirut.  
Under samma tid var Azar även verksam som musiker i olika konstellationer, i synnerhet med reggaebandet the Nazarenes. Azar var bland annat sologitarrist under gruppens turnéer i Italien, där de bland annat spelade i Florens, Milano, Turin och på olika reggaefestivaler. På senare tid har han börjat ägna sig mer åt musiken igen och har lagt ut egna kompositioner på både Soundcloud och Spotify.   
År 2005 var Azar sommarvärd i Sveriges Radio P1:s radioprogram Sommar. År 2006 mottog han Albert Wallins pris av Kungliga Vetenskaps- och Vitterhetssamhället i Göteborg. Hösten 2008 satte Angereds teater upp hans debutpjäs Deadline och hösten år 2010 hade hans pjäs Jag är en annan (löst baserad på Rimbauds liv och verk) premiär. Under hösten 2013 sattes den sistnämnda pjäsen upp på teatern Apo Mihanis i Aten och under 2014 spelas den på ett tjugotal teatrar runt om i hela Grekland. Azar har också verkat som musiker i en rad olika konstellationer, bland annat med the Nazarenes på vars Europaturnéer han medverkat som sologitarrist vid flera tillfällen.
Under senare tid har Azar framför allt publicerat essäer i Göteborgs-Posten, Dagens Nyheter och för OBS i P1.
Azar är bror till fysikern Christian Azar och författaren Robert Azar. Azar är gift med psykologen Sandra Azar och har två barn.